# Antonio Galemio
Antonio Galemio (Taranto, ... – ...; fl. VII secolo) è stato un vescovo italiano della seconda metà del VII secolo.

## Biografia
Dopo la morte del vescovo Gervasio, succedette intorno al 660 al governo della diocesi tarantina Antonio Galemio, nativo di Taranto.
Secondo Ambrogio Merodio scrisse una Vita Sancti Gloriosi Martyris Orontii sulla vita di sant'Oronzo, vescovo di Lecce.